# Cartronmacmanus

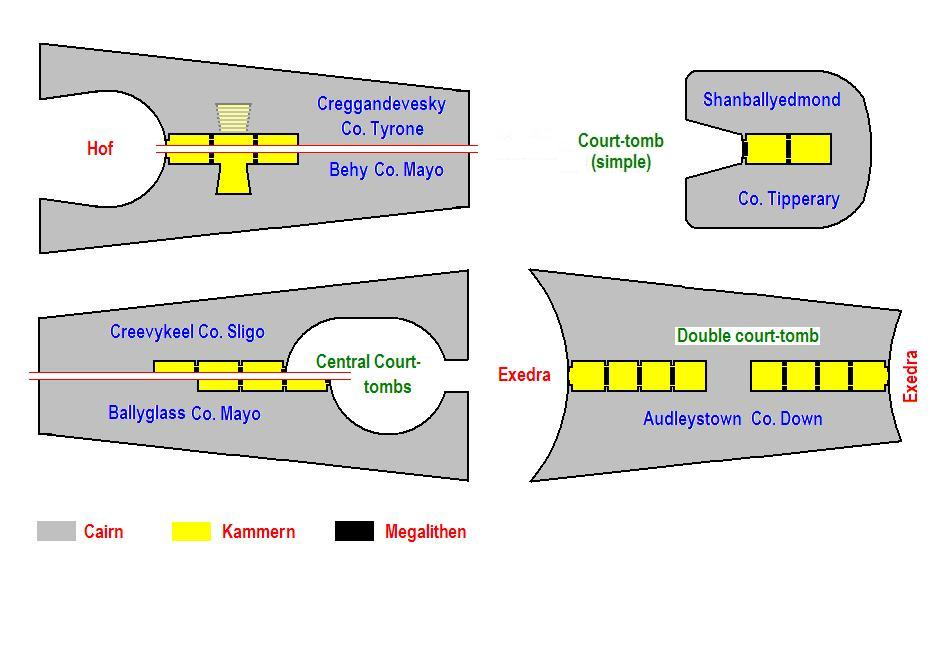
Schema von Untertypen – Cartronmacmanus entspricht im Umriss der Anlage oben links

Cartronmacmanus ist ein zwischen 4000 und 2500 v. Chr. in der Jungsteinzeit errichtetes Court Tomb im gleichnamigen Townland (irisch Cartún Mhic Mhánais) am südwestlichen Rand der Ox Mountains nahe dem River Moy, im Osten des County Mayo in Irland. Court Tombs gehören zu den megalithischen Kammergräbern (englisch chambered tombs) der Britischen Inseln. Sie werden mit etwa 400 Exemplaren nahezu ausschließlich in Ulster im Norden von Irland beziehungsweise in Nordirland gefunden.
Elf Steine bilden die flache Exedra des Hofes, der etwa 8,0 m breit und 3,0 m tief ist. Die beiden höchsten Steine, je 1,50 m hoch, bilden den Zugang zur Galerie. Die Höhen der Fassadensteine zu beiden Seiten des Zugangs nehmen nach außen hin ab. Östlich des Hofes (englisch court) liegen zwei kleinere Steine, die darauf hindeuten, dass der Hof wie bei Creevykeel ein Vollcourt gewesen sein kann. Im Hof liegt ein 2,7 × 1,4 × 0,4 m messender großer Stein, der ein verlagerter Deckstein oder ein Sturz gewesen sein kann.
Obwohl das Denkmal beschädigt ist, sind seine Hauptmerkmale deutlich erkennbar. Eine etwa 6,0 m lange Galerie befindet sich im Osten des breiten Hofes. Sie wird durch ein Paar seitliche Pfosten in zwei Kammern (die vordere ist 3,3 m lang) unterteilt, im Norden der vorderen Kammer liegt eine kleine Nebenkammer. Die gesamte Südseite der Galerie, die vermutlich spiegelgleich war, fehlt, aber einige liegende Steine können Seitensteine sein. Vom Hügel sind nur am nördlichen Ende des Hofes und an der Südwestseite Spuren erhalten. Ein Weidezaun enthält mehrere große Steine, die aus dem Grab stammen können.